# Michael (Sheading)
Michael (Manx: Maayl) ist ein Sheading auf der Isle of Man. Es hat 3399 Einwohner.

Michael, Isle of Man

Es liegt im Nord-Westen der Insel. Im Norden ist Arye, im Süd-Osten ist Middle und im Süd-Westen ist Glenfaba. Westlich liegt die irische See.
Michael besteht aus den Parishes Ballaugh, Jurby und dem gleichnamigen Michael.
Zusammen mit dem Sheading Arey formen sie einen gemeinsamen Wahlkreis für das Hous of Keys mit 2 Abgeordneten.